# Montagu House

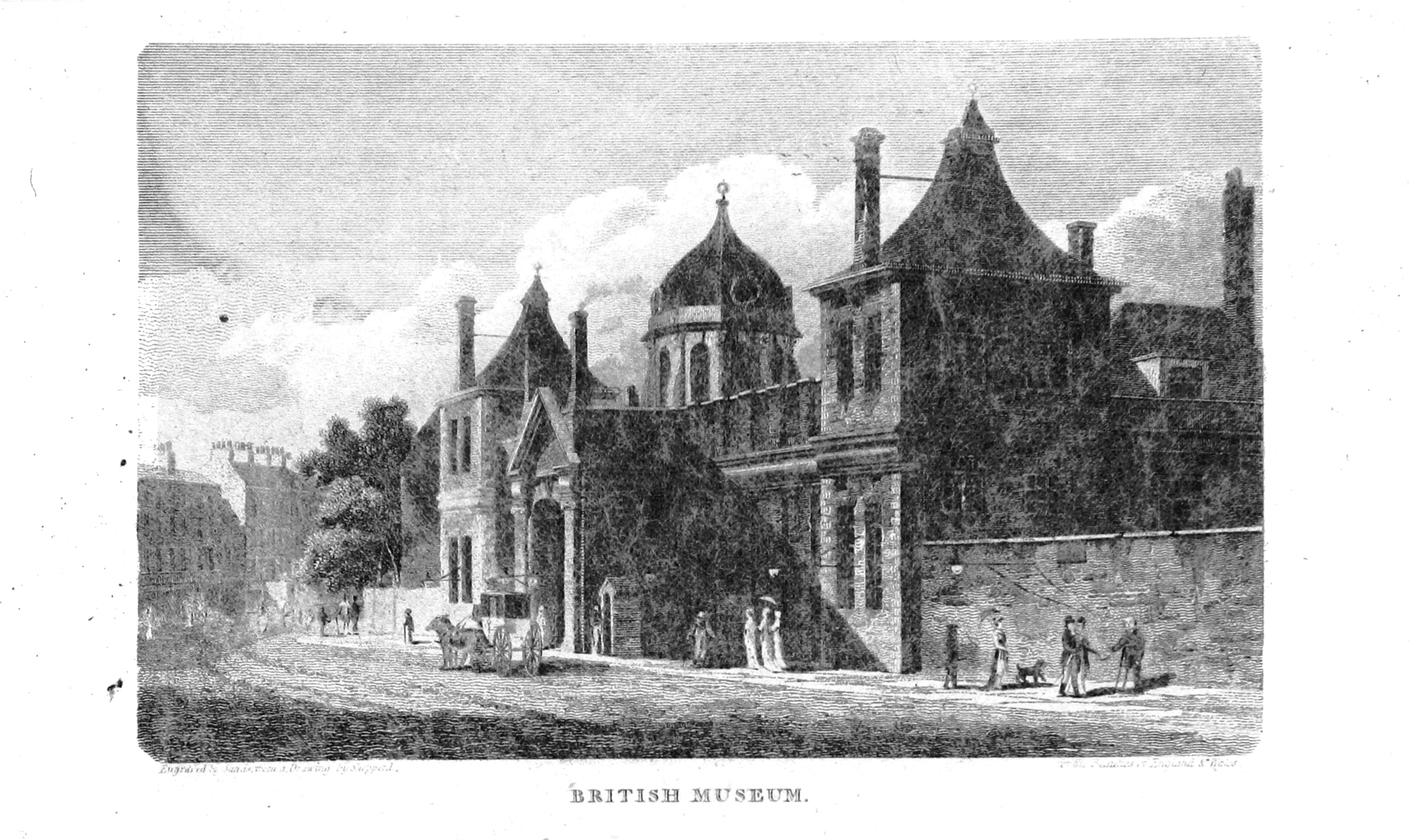
Entrada al recinto de la primera sede del Museo Británico (1820)

Montagu House (también escrito «Montague») se refiere a varias mansiones, todas ellas desaparecidas, construidas para sucesivas generaciones de distintas ramas de la familia Montagu en tres zonas de Londres entre los siglos XVIII y XIX.

## Montagu House, Bloomsbury

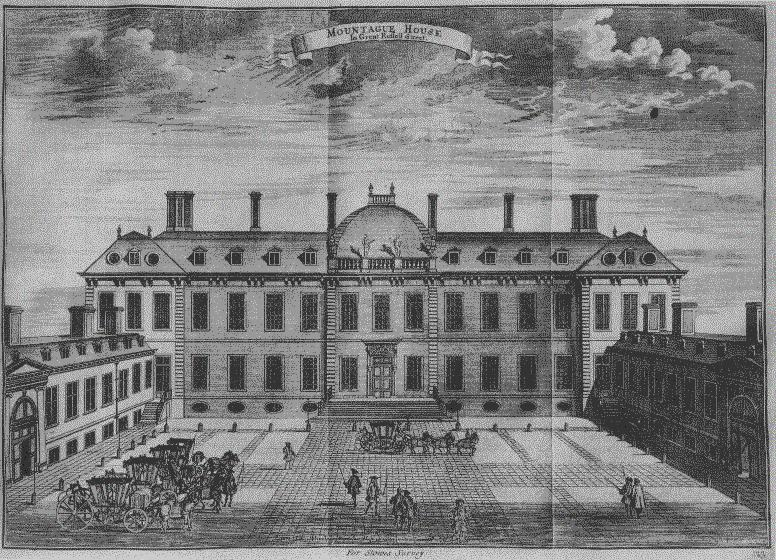
El patio y fachada principal de la segunda Montagu House (1754)

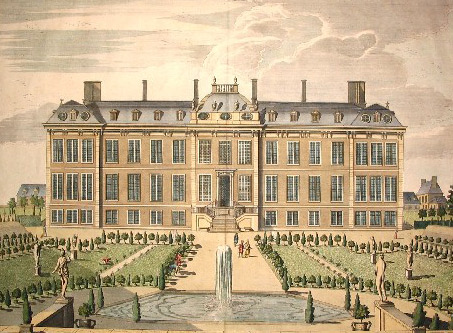
La fachada posterior y jardines

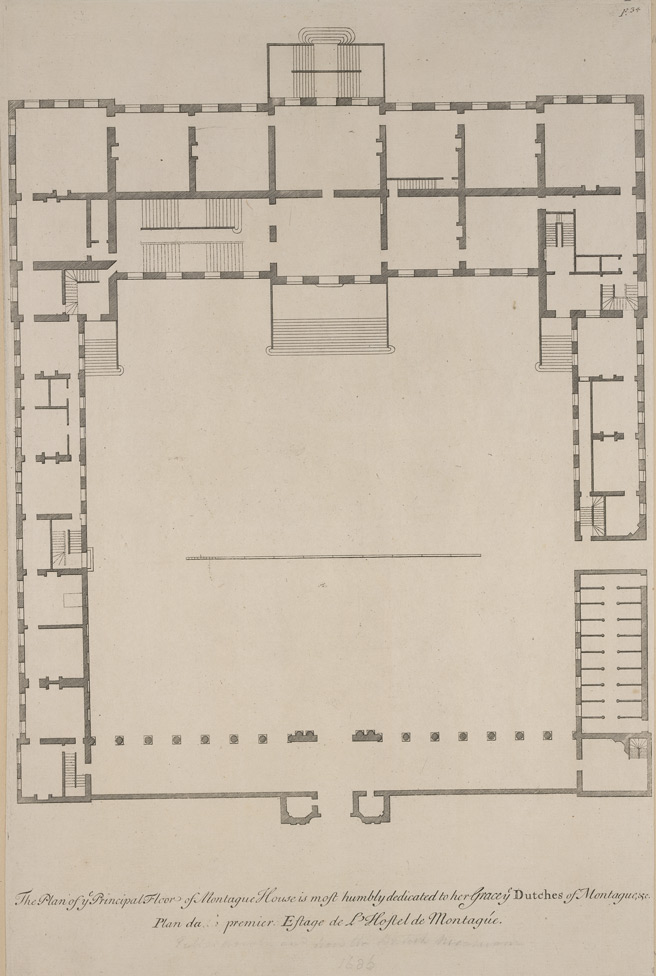
Plano (1709) de la planta baja de la mansión, por su arquitecto, Pouget. Publicado en el Vitruvius Britannicus (1715-1725) de Colen Campbell.

El primer edificio con el nombre de la familia, construido en propiedades de la familia, sustituyó a un edificio construido para el estadista y diplomático sir Ralph Winwood a principios del siglo XVII, en Bloomsbury, por aquel entonces la zona más exclusiva de Londres, en las afueras de la ciudad, fue diseñado por Robert Hooke para el diplomático Ralph Montagu, I duque Montagu, embajador de Inglaterra a Francia (1669-72 y 1676-8). Construido entre 1675 y 1679, y decorado con murales del artista italiano del Barroco, Antonio Verrio y el pintor francés Jacques Rousseau. Fue destruido en un incendio en 1686 y reconstruido por el arquitecto francés Pouget. Este segundo edificio, del siglo XVII, fue vendido al gobierno en 1755 para convertirse en la primera sede del Museo Británico en 1759. Tras ser ampliado con varios anexos, tras años de críticas por lo inadecuado del conjunto, el edificio, en Great Russell Street, fue demolida en 1842 para la construcción del edificio actual del museo, de estilo neoclásicao, diseñado por sir Robert Smirke.

## Montagu House, Whitehall

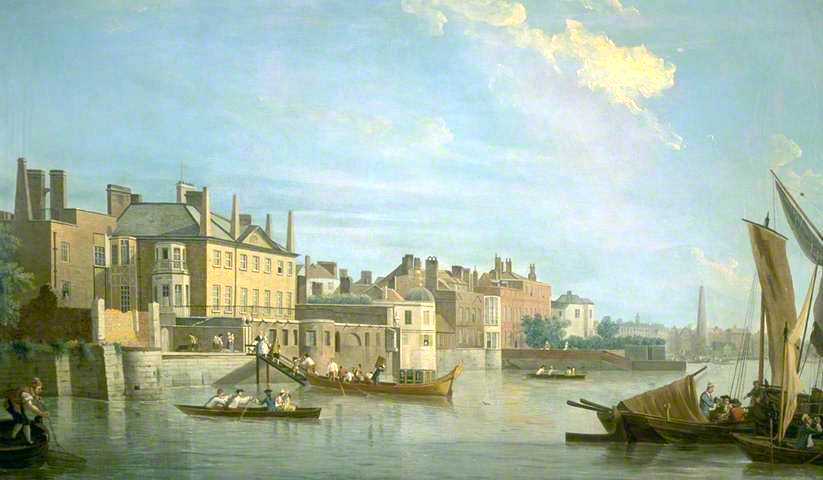
La primera Montagu House en Whitehall, en las orillas del Támesis. Óleo de Samuel Scott (1750).

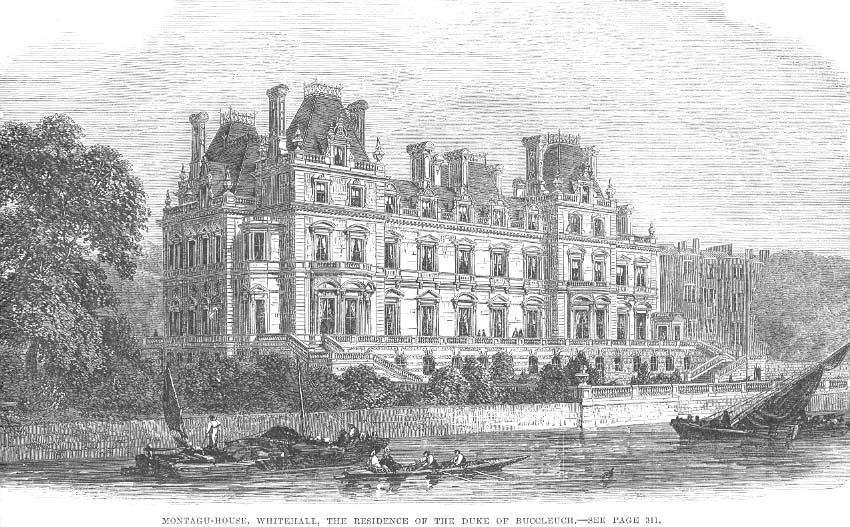
La segunda Montagu House en Whitehall, diseñado por William Burn. Illustrated London News (1864).

Cuando el barrio de Bloomsbury comenzó a deteriorarse a comienzos del siglo XVIII, su hijo, John Montagu, II duque Montagu mandó construir otra mansión, esta vez en el centro de Londres, a orillas del Támesis, ocupando parte del solar del palacio de Whitehall, destruido por un incendio en 1698. Aparece en una serie de obras de 1746-7 de Canaletto, con vistas de la zona de Whitehall y sobre el Támesis desde los aposentos del duque de Richmond, en Richmond House. También aparece en obras de Robert Griffier y Samuel Scott.
Esta mansión fue sustituida a finales de la década de 1850 por otra más grande, diseñada por el destacado arquitecto escocés, William Burn, inspirado en la arquitectura renacentista francesa. Fue demolida en la década de 1930 para la construcción del Ministerio de Defensa británica.

## Montagu House, Portman Square

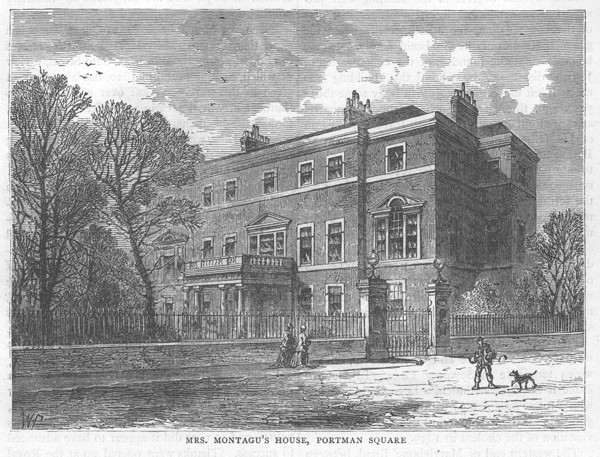
Montagu House, Portman Square (1872)

Fue diseñada en 1760 —aunque no se construiría hasta 1777-84— por el destacado arquitecto James Stuart, promotor de la arquitectura neoclásica en el Reino Unido, para Elizabeth Montagu, la esposa de Edward Montagu, nieto del embajador de Inglaterra a Portugal (1661-1662) y España (1666-1668), Edward Montagu. Elizabeth Montagu fue  una de las fundadoras de las tertulias de la Blue Stocking Society. El edificio fue destruido durante la Segunda Guerra Mundial.